# هنا أباد عليا
هنا أباد عليا هي قرية في مقاطعة كليبر، إيران. عدد سكان هذه القرية هو 102 في سنة 2006.